# 8月2日
8月2日是阳历年的第214天（闰年是215天），离一年的结束还有151天。

## 大事记

### 19世紀以前
- 前338年：馬其頓軍隊在喀羅尼亞戰役擊敗雅典和底比斯聯軍，確立馬其頓王國在古希臘的霸權。
- 前216年：漢尼拔率領的迦太基軍隊在義大利普利亞的坎尼會戰擊敗羅馬共和國軍隊，並佔領卡普阿。
- 461年：羅馬皇帝馬約里安因其改革努力而在元老院貴族中不受歡迎，被李希梅爾廢黜，五天後被處決。
- 1100年：英格蘭國王威廉二世在新森林打獵時，被自己的部下射出的箭穿透肺部而死。
- 1608年：英国屠杀在托里岛避难的爱尔兰造反者。
- 1790年：美國第一次人口普查正式完成，統計全國居住人口為3,929,214人。

### 19世紀
- 1815年：普鲁士、奥地利、英国和俄国一致同意由英国作出关于囚禁拿破仑一世的决定，于是拿破仑被放逐到圣赫勒拿岛。
- 1830年：法国国王查理十世在七月革命的压力下被迫退位，流亡英国。
- 1860年：太平天国忠王李秀成大破洋枪队于江苏青浦，兵临上海城下。

### 20世紀
- 1911年：赵尔丰任四川总督。
- 1914年：第一次世界大战：德國軍隊入侵盧森堡，西線全面爆發。
- 1918年：庄士敦成为溥仪的英语教师。
- 1921年：中国共产党第一次全国代表大会在浙江嘉兴南湖闭幕。
- 1922年：被中国气象局列为20世纪十大气象灾害之首的1922年汕头台风吹袭汕头，死亡5－10万人。
- 1923年：沃倫·G·哈定在任內因心肌梗塞病逝，卡爾文·柯立芝隨即遞補成為第30任美國總統。
- 1927年：奉天（今沈阳）十万市民游行示威，反对日本强行在吉林省临江县设立领事分馆。
- 1932年：美國物理學家卡爾·戴維·安德森在加州理工學院發現正電子，證實反物質的存在。
- 1934年：德国聯邦大總統兴登堡去世，总理希特勒接管总统职权，成为元首兼帝国总理。
- 1935年：英国制定印度政府法案，把印度划分为11个自治省，但英国国会保留最后控制权。
- 1939年：第二次世界大战：物理学家阿尔伯特·爱因斯坦致函美国总统罗斯福，认为美国应当开始原子弹研究计划。
- 1945年：第二次世界大战：美国总统杜鲁门、英国首相艾德礼及苏联领袖斯大林发表三国《波茨坦宣言》。
- 1949年：美国驻中华民国大使司徒雷登离华返美。
- 1959年：中共中央在庐山召开八届八中全会（庐山会议），全会指责彭德怀“右倾机会主义向党进攻，妄图篡党夺权的纲领”，宣称彭德怀、黄克诚、张闻天、周小舟结成了“军事俱乐部”性质的反党集团。
- 1972年：香港海底隧道啟用，象徵香港島與九龍半島連成一體。
- 1979年：颱風荷貝吹襲香港。
- 1980年：第65届世界语大会在斯德哥尔摩举行。
- 1980年：意大利恐怖分子在博洛尼亚中央车站发动爆炸袭击，造成85人死亡和200多人受伤。
- 1985年：南非总统博塔宣布在南非36个城镇实行紧急状态法。
- 1985年：由洛克希德L-1011執行的達美航空191號班機在降落達拉斯-沃斯堡國際機場時因微下擊暴流墜毀，136人（含1名地面人員）不幸罹難。
- 1986年：马来西亚举行第7届选举，投票结果以马哈迪·莫哈末领导的国民阵线获胜。
- 1990年：伊拉克共和國衛隊入侵科威特並擊敗大部分科威特軍隊，並在7個月後爆發波斯灣戰爭。
- 1996年：滑浪風帆選手李麗珊在亞特蘭大奧運會上為香港奪得首枚奧運金牌。
- 1997年：強烈熱帶風暴維克托吹襲香港。
- 2000年：香港灣仔入境事務大樓發生縱火案，導致一名高級入境事務主任梁錦光和爭取居港權人士林小星被燒死。

### 21世紀
- 2003年：联合国批准向利比里亚派遣国际和平部队以维护当地秩序。
- 2005年：法國航空358號班機在多倫多國際機場因天氣惡劣墜毀，機上309人全數生還。
- 2008年：中国重庆巫山县交通局原局长晏大彬被判死刑，其妻成全国洗钱犯第一人。
- 2014年：一款名为“蝗虫”木马的手机病毒在中国疯狂肆虐。
- 2014年：位於中國江蘇省崑山市崑山經濟技術開發區的中榮金屬製品有限公司發生爆炸。至當年12月30日止，共有146人死亡，114人受傷。
- 2022年：美國眾議院議長南希·裴洛西率領美國國會代表團抵達台北松山國際機場，對台灣展開外交訪問，成為紐特·金瑞契之後第二位訪台的眾議院議長。

## 出生
- 1636年：尚之信，清朝漢軍鑲藍旗人，平南王尚可喜長子（1680年逝世）
- 1674年：腓力二世，法國王室成員，奧爾良公爵（1723年逝世）
- 1776年：弗里德里希·施特罗迈尔，德國化學家，鎘元素發現者（1835年逝世）
- 1788年：利奥波德·格梅林，德國化學家（1853年逝世）
- 1824年：弗朗西絲卡，巴西帝國公主（1898年逝世）
- 1835年：以利沙·格雷，美國電氣工程師（1901年逝世）
- 1868年：康斯坦丁一世，希臘國王（1923年逝世）
- 1874年：埃米尔·罗伊特，盧森堡政治人物，第13任盧森堡首相（1973年逝世）
- 1884年：羅慕洛·加列戈斯，委內瑞拉小說家、政治家，前任委內瑞拉總統（1969年逝世）
- 1891年：阿瑟·布利斯爵士，英國作曲家（1975年逝世）
- 1897年：菲利普·蘇波，法國作家、詩人、小說家、評論家、政治活動家（1990年逝世）
- 1901年：杰克·华纳，華納兄弟電影公司創辦人（1978年逝世）
- 1901年：龚品梅，中国天主教枢机（2000年逝世）
- 1923年：方心讓，香港醫學界、政界人物（2009年逝世）
- 1924年：詹姆斯·鲍德温，美國作家、小說家、詩人、劇作家和社會活動家（1987年逝世）
- 1932年：彼得·奧圖，英國男演員（2013年逝世）
- 1933年：香西洋樹，日本天文學家
- 1937年：昆杜拉·雅諾維茨，奧地利女高音歌劇演唱家
- 1942年：萊奧·本哈克，荷蘭足球教練（2025年逝世）
- 1942年：伊莎貝·阿言德，智利作家
- 1944年：林立民，臺灣牙醫、牧師（2025年逝世）
- 1947年：勞倫斯·萊特，美國作家、編劇
- 1948年：譚榮邦，香港政治人物
- 1950年：久夛良木健，日本企業家、電機工程師
- 1950年：葛瑞姆·漢卡克，英國記者、作家
- 1954年：鄧永鏘，香港慈善家、企業家（2017年逝世）
- 1956年：維賈伊·魯伯尼，印度政治人物（2025年逝世）
- 1958年：速水獎，日本男性聲優
- 1960年：塞斯·勞埃德，美國物理學家
- 1961年：崔健，中國搖滾歌手
- 1963年：鄭華娟，台灣民歌手、詞曲作者、作家（2024年逝世）
- 1964年：瑪麗-露易斯·帕克，美國演員
- 1965年：吳君如，香港演員
- 1965年：渡邊久信，日本職業棒球運動員
- 1966年：提姆·韋克菲爾德，美國棒球選手（2023年逝世）
- 1967年：大田紳一郎，日本音樂家、吉他手
- 1967年：熱莉卡·茨維亞諾維奇，波士尼亞與赫塞哥維納政治人物，現任塞族共和國總統
- 1968年：巴唐·哈久，科索沃记者
- 1969年：加藤有生子，日本女性聲優
- 1969年：安洁丽卡·里维拉，墨西哥女演員、歌手
- 1970年：凯文·史密斯，美國男導演
- 1973年：賽門·金柏格，美國男編劇、電影監製、導演
- 1976年：山姆·沃辛頓，澳大利亞演員
- 1977年：艾德華·福隆，美國男演員
- 1979年：白吉勝，台灣藝人
- 1979年：梁正群，台灣演員
- 1980年：吳鳳，土耳其主持人、演員
- 1981年：朱尉銘，台灣棒球選手
- 1982年：林亞若，台灣女作家（2013年逝世）
- 1983年：金廷娥，韓國女子偶像團體After School成員
- 1983年：蔡潔鈴，香港女導演
- 1983年：笛安，中國女作家
- 1984年：J·D·范斯，美國作家、風險投資家、政治人物，現任美國副總統
- 1986年：逢坂良太，日本男性聲優
- 1986年：莉莉·葛萊史東，美國女演員
- 1988年：蔡昌憲，台灣演員
- 1988年：周湯豪，台灣男歌手
- 1988年：江越彬紀，日本男性聲優
- 1989年：李博翔，台灣男演員
- 1991年：曾文輝，香港足球運動員
- 1992年：酷娃恰莉，英國女歌手、詞曲作家
- 1993年：丸山夏鈴，日本偶像、模特兒、歌手（2015年逝世）
- 1994年：唐渊渟，中國女子羽球運動員
- 1994年：雅各·科里爾，英國創作歌手、音樂家
- 1995年：久保田梨沙，日本女性聲優
- 1995年：金辰昱，韓國男子偶像團體UP10TION成員
- 1996年：陳昊森，台灣男演員
- 1996年：賴慧如，台灣女演員、女歌手
- 1996年：西蒙娜·曼努埃爾，美國女子游泳運動員
- 1997年：柯洁，中國圍棋棋手
- 1998年：蔡徐坤，中國男演員、男歌手，NINE PERCENT隊長
- 1998年：陳珏，中國女歌手
- 1999年：李敏亨，韓國男子偶像團體NCT成員
- 2000年：矢澤宏太，日本職業棒球運動員
- 2000年：穆罕默德·庫杜斯，迦納足球運動員
- 2001年：麥迪遜·馬胥，美國空軍軍官
- 生年不詳：閻子丹，日本男性聲優

## 逝世
- 640年：教宗思偉，羅馬主教（生年不詳）
- 1100年：威廉二世，英格蘭國王（1056年出生）
- 1567年：朝鮮明宗李峘，朝鮮國國王（1534年出生）
- 1580年：神余親綱，日本戰國時代武將（1526年出生）
- 1589年：亨利三世，法國國王（1551年出生）
- 1611年：加藤清正，日本安土桃山時代至江戶時代武將、大名（1562年出生）
- 1815年：紀堯姆·布律納，法國軍人、政治人物，法國元帥（1763年出生）
- 1834年：哈麗特·阿巴斯諾特，英國日記作者、社會觀察家（1793年出生）
- 1868年：愛德華·布萊克尼，英國陸軍元帥（1778年出生）
- 1922年：亚历山大·格拉汉姆·贝尔，加拿大发明家、企业家（1847年出生）
- 1923年：沃伦·加梅利尔·哈定，美國政治人物，第29任美國總統（1865年出生）
- 1931年：冯平山，香港企業家、慈善家（1860年出生）
- 1934年：保罗·冯·兴登堡，德國軍事家，第2任德國聯邦大總統（1847年出生）
- 1945年：皮埃特羅·馬斯卡尼，義大利作曲家。（1863年出生）
- 1945年：荷西·胡安·塔布拉達，墨西哥外交官、詩人、藝術評論家、翻譯家。（1871年出生）
- 1947年：沈兼士，中国语言文字学家、文献档案学家。（1887年出生）
- 1973年：依斯邁·阿都拉曼， 马来西亚前副首相。 （1915年出生）
- 1981年：基兰·多尔蒂（英语：Kieran Doherty (hunger striker)），北爱尔兰绝食者（1955年出生）
- 1995年：鄭君綿，香港演員（1917年出生）
- 1996年：穆罕默德·法拉赫·艾迪德，索马里军阀（1934年出生）
- 1997年：威廉·柏洛茲，美國小說家、散文家、社會評論家（1914年出生）
- 2007年：白文彪，香港演員（1921年出生）
- 2008年：赤塚不二夫，日本漫畫家（1935年出生）
- 2009年：羅必信，葡萄牙政治人物，第120任澳門總督。（1919年出生）
- 2017年：亞歷山大·吉拉席門柯，白俄羅斯政治人物、外交官（1946年出生）
- 2022年：文·史考利，美國體育評述員（1927年出生）
- 2024年：莎麗法阿芝莎，馬來西亞政治人物（1960年出生）
- 2025年：朱龍廣，中國男演員、導演（1939年出生）

## 节假日和习俗
- 北馬其頓：共和國日（英语：Republic Day (North Macedonia)）
- ：天使之日